# Joel Armas
William Joel Armas Suqui (San Miguel de Los Bancos; 16 de agosto de 1995) es un entrenador ecuatoriano de fútbol. Actualmente se encuentra dirigiendo al Club Imbabura de la Serie B de Ecuador.

## Trayectoria

### Como futbolista
Nacido en el Cantón Los Bancos, los padres de Armas se trasladaron a Quito cuando era niño. Pasó un año en la academia del equipo Deportivo Quito antes de jugar durante cinco temporadas con Liga de Quito, desempeñándose como portero. Aunque estuvo en el banquillo de la "U" una vez el 4 de diciembre de 2011, no tuvo oportunidad de jugar mientras su equipo empataba 0-0 con Olmedo.

### Como entrenador

#### Carrera temprana
Luego de decidir que prefería entrenar fútbol en vez de jugarlo, ingresó al Instituto de la Federación Ecuatoriana de Fútbol para estudiar para ser entrenador. Se licenció en la Universidad Nacional Autónoma de México, antes de decidir trasladarse a Europa para continuar sus estudios, trabajando como albañil para poder financiar el viaje. Su primera parada en Europa fue España, donde trabajó en las academias del Athletic de Bilbao y del Real Madrid, obteniendo también su título de entrenador y dos maestrías mientras estuvo en el país; uno en gestión deportiva y el otra como directivo de fútbol.
Pasó un tiempo trabajando con la selección de fútbol sub-17 de México, antes de mudarse a Holanda, donde realizó prácticas en Ajax, PSV Eindhoven y AZ Alkmaar. A su regreso a Ecuador en 2019, volvió a trabajar como entrenador asistente, esta vez con Eduardo Moscoso en el Campeonato Sudamericano Sub-15 de 2019 con la selección de fútbol sub-15 de Ecuador. Después de esto, regresó brevemente a España, trabajando como entrenador asistente de Manu Calleja en el Toledo.
Después de que los dueños del Toledo decidieran vender el club, Armas regresó a Ecuador, donde envió su currículum a casi trescientos clubes, ofreciéndose incluso a trabajar gratis. Habiendo fracasado en Ecuador, lo intentó nuevamente en Guatemala, pasando un mes buscando trabajo en el país, pero nuevamente no pudo encontrar trabajo.

### Imbabura
Armas regresó a Ecuador y se unió al Imbabura en agosto de 2021, en la Segunda Categoría, tercera división del fútbol ecuatoriano. A pesar de la inicial desconfianza de jugadores mayores debido a su juventud, Armas les instó a valorarlos por su conocimiento y trabajo. Convenció al equipo de adoptar un estilo de juego inquebrantable, ofensivo y basado en la posesión, llevando a Imbabura al subcampeonato de Segunda Categoría y logrando el ascenso a la Serie B.
En el año siguiente, Imbabura tuvo un destacado desempeño en la Copa Ecuador, superando a Orellanense y logrando victorias históricas contra Guayaquil City en dieciseisavos de final, y Liga de Quito en octavos de final. A pesar de la derrota en cuartos ante Independiente del Valle, Kevin Rodríguez destacó con diez goles, siendo convocado sorprendentemente para la selección de Ecuador en la Copa Mundial de la FIFA 2022.
En 2022, bajo la dirección de Armas, Imbabura aseguró su ascenso a la Serie A ecuatoriana al vencer a Macará 4-0 el 26 de octubre.